# Chrysotaenia oxygramma
Chrysotaenia oxygramma là một loài bướm đêm trong họ Geometridae.